# Areca furcata
Areca furcata är en enhjärtbladig växtart som beskrevs av Odoardo Beccari. Areca furcata ingår i släktet Areca och familjen Arecaceae. Inga underarter finns listade i Catalogue of Life.